# Самарас, Спирос
Спирос Самарас (Спиридон Самарас, греч. Σπυρίδων Σαμάρας, в Италии Спиро Самара, итал. Spiro Samara; 17 [29] ноября 1861, Корфу — 25 марта [7 апреля] 1917, Афины) — греческий композитор, автор Олимпийского гимна.
Учился музыке на Корфу у Спиридона Ксиндаса (по некоторым сведениям, Самарас был его внебрачным сыном), затем в 1875—1882 гг. в Афинской консерватории у работавших там итальянских специалистов: Федерико Болоньини-старшего (скрипка), Анджело Маскерони и Энрико Станкампиано (теория, композиция и оркестровка). В 1882—1885 гг. совершенствовался как композитор в Парижской консерватории у Жюля Массне, Лео Делиба, Шарля Гуно и Теодора Дюбуа.

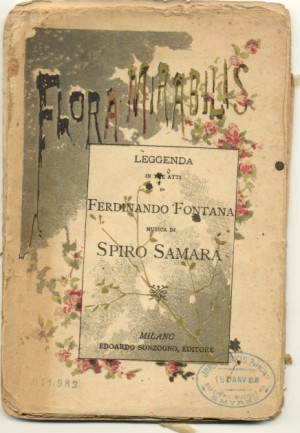
Обложка издания оперы «Flora mirabilis» (1887)

В 1882 г. сочинил первую оперу (не сохранилась). В 1885—1911 гг. жил и работал в Италии как оперный композитор, дебютировав в 1886 г. оперой «Flora mirabilis» в миланском театре Ла Скала (исполнители главных партий Альфонсо Гарулли и Эрнестина Бендацци). Наибольшую известность получила опера «Мученица» (итал. La martire; 1894) на либретто Луиджи Иллика, постоянного либреттиста Джакомо Пуччини, с которым сопоставляли музыкальную манеру Самараса современники и исследователи. Поздние оперы Самараса были написаны на либретто Поля Милье.
Несмотря на постоянную жизнь в Италии, Самарас поддерживал связь со своей родиной и пользовался большим авторитетом в Греции. В частности, именно Самарас написал олимпийский гимн для первой официальной Олимпиады 1896 года (на слова Костиса Паламаса); в 1958 г. Международный Олимпийский комитет утвердил этот гимн в качестве официального Олимпийского гимна.
В 1911 г. Самарас вернулся в Грецию, рассчитывая возглавить Афинскую консерваторию. Однако под давлением местной музыкальной общественности, обвинявшей его в отрыве от национальных корней, Самарас не получил ни этого назначения, ни других соответствующих его дарованию возможностей. В последние годы жизни он сочинил несколько оперетт, а его последняя опера «Тигра» осталась неоконченной.